# VTech PreComputer 2000
O VTech PreComputer 2000 é um auxiliar de aprendizado eletrônico produzido pela Vtech e lançado em 1992. Ele contém um LCD de matriz de pontos, teclado de tamanho padrão, 34 atividades de aprendizado em 4 níveis diferentes para 1 ou 2 jogadores e programação de computadores introdutória com a linguagem BASIC. Ele tem 80,000 verificadores de escrita e um construtor de palavras SAT. Ele pode funcionar à bateria ou carregador. Ele é o sucessor do modelo VTech PreComputer 1000.

## Especificações
Uma ROM de 1MBit (128Kbytes) contém o sistema operacional e os dados do programa que são expansíveis via slot de cartucho.
A saída é fornecida por um painel LCD de matriz de pontos com 2 linhas e 20 colunas.
Esta máquina dispõe de uma implementação rudimentar de BASIC oferecendo tabelas-verdade, arranjos, afirmações de input e variáveis, permitindo que usuários criem programas simples de texto. Um programa pode ser salvo na memória de cada vez.

## Recursos
O VTech PreComputer 2000 oferece os seguintes recursos:
- 12 atividades educativas de palavras
- 4 atividades de matemática
- 4 jogos de palavras
- 1,000 questões de curiosidades em 4 categorias
- Vocabulário de 1,000 palavras disponível para atividades
- 80,000 verificadores de escrita
- BASIC (estilizado como PC2000 BASIC)
- Calculadora
- Retrocompatibilidade de slot de cartucho com o VTech PreComputer 1000

## Cartuchos de expansão
Cartuchos para o VTech PreComputer 1000 poderiam ser usados, mas os seguintes cartuchos estavam disponíveis para o VTech PreComputer 2000:
- Super Expansor de Memória (Código de Estoque: 80-1531) - Melhoria de 32Kbytes de memória para programas em BASIC
- Lugares famosos e coisas (Código de Estoque: 801533) - Comercializado tanto para o PreComputer 1000 como para o 2000